# Schachbundesliga 2005/06 (Frauen)
Die Saison 2005/06 war die 15. Spielzeit der Schachbundesliga der Frauen. Aus der 2. Bundesliga waren der SAV Torgelow, der TSV Zeulenroda und der SV Walldorf aufgestiegen. 
Während Walldorf den Klassenerhalt erreichte, mussten Zeulenroda und Torgelow direkt wieder absteigen; dritter Absteiger war der SK Großlehna. 
Der Dresdner SC sicherte sich bereits zwei Runden vor Schluss die deutsche Meisterschaft.
Zu den gemeldeten Mannschaftskadern der teilnehmenden Vereine siehe Mannschaftskader der deutschen Schachbundesliga 2005/06 (Frauen).

## Abschlusstabelle
|     | Verein                    | Sp | G | U | V  | MP    | Brett-P.  |
| --- | ------------------------- | -- | - | - | -- | ----- | --------- |
| 1.  | Dresdner SC               | 11 | 9 | 1 | 1  | 19:3  | 45,5:20,5 |
| 2.  | Rodewischer Schachmiezen  | 11 | 5 | 5 | 1  | 15:7  | 38,0:28,0 |
| 3.  | USV Halle                 | 11 | 5 | 4 | 2  | 14:8  | 38,5:27,5 |
| 4.  | OSC Baden-Baden (M)       | 11 | 5 | 4 | 2  | 14:8  | 36,5:29,5 |
| 5.  | SV Walldorf (N)           | 11 | 6 | 2 | 3  | 14:8  | 33,0:33,0 |
| 6.  | Weiß-Blau Allianz Leipzig | 11 | 5 | 2 | 4  | 12:10 | 35,0:31,0 |
| 7.  | Hamburger SK              | 11 | 4 | 3 | 4  | 11:11 | 37,0:29,0 |
| 8.  | Karlsruher Schachfreunde  | 11 | 3 | 4 | 4  | 10:12 | 33,0:33,0 |
| 9.  | Rotation Pankow           | 11 | 3 | 3 | 5  | 9:13  | 31,0:35,0 |
| 10. | SK Großlehna              | 11 | 4 | 0 | 7  | 8:14  | 27,5:38,5 |
| 11. | TSV Zeulenroda (N)        | 11 | 2 | 1 | 8  | 5:17  | 21,5:44,5 |
| 12. | SAV Torgelow (N)          | 11 | 0 | 1 | 10 | 1:21  | 19,5:46,5 |

## Entscheidungen
|     | Deutscher Meister: Dresdner SC                                                      |
|     | Abstieg in die 2. Bundesliga der Frauen: SK Großlehna, TSV Zeulenroda, SAV Torgelow |
| (M) | Meister der letzten Saison                                                          |
| (N) | Aufsteiger der letzten Saison                                                       |

## Kreuztabelle
| Ergebnisse | Ergebnisse                | 1. | 2. | 3. | 4. | 5. | 6. | 7. | 8. | 9. | 10. | 11. | 12. |
| ---------- | ------------------------- | -- | -- | -- | -- | -- | -- | -- | -- | -- | --- | --- | --- |
| 1.         | Dresdner SC               |    | 5  | 3  | 4  | 4  | 4½ | 4½ | 4  | 2  | 5½  | 4   | 5   |
| 2.         | Rodewischer Schachmiezen  | 1  |    | 3  | 3  | 3½ | 3  | 4½ | 3  | 3  | 5½  | 4½  | 4   |
| 3.         | USV Halle                 | 3  | 3  |    | 2½ | 3  | 2½ | 3  | 4½ | 3½ | 4   | 4½  | 5   |
| 4.         | OSC Baden-Baden           | 2  | 3  | 3½ |    | 3  | 3½ | 3  | 3  | 3½ | 2½  | 5   | 4½  |
| 5.         | SV Walldorf               | 2  | 2½ | 3  | 3  |    | 3½ | ½  | 3½ | 3½ | 3½  | 4½  | 3½  |
| 6.         | Weiß-Blau Allianz Leipzig | 1½ | 3  | 3½ | 2½ | 2½ |    | 3½ | 3  | 4  | 4½  | 2½  | 4½  |
| 7.         | Hamburger SK              | 1½ | 1½ | 3  | 3  | 5½ | 2½ |    | 3½ | 3  | 2½  | 5½  | 5½  |
| 8.         | Karlsruher Schachfreunde  | 2  | 3  | 1½ | 3  | 2½ | 3  | 2½ |    | 5  | 3½  | 3   | 4   |
| 9.         | Rotation Pankow           | 4  | 3  | 2½ | 2½ | 2½ | 2  | 3  | 1  |    | 3½  | 4   | 3   |
| 10.        | SK Großlehna              | ½  | ½  | 2  | 3½ | 2½ | 1½ | 3½ | 2½ | 2½ |     | 4½  | 4   |
| 11.        | TSV Zeulenroda            | 2  | 1½ | 1½ | 1  | 1½ | 3½ | ½  | 3  | 2  | 1½  |     | 3½  |
| 12.        | SAV Torgelow              | 1  | 2  | 1  | 1½ | 2½ | 1½ | ½  | 2  | 3  | 2   | 2½  |     |

## Die Meistermannschaft
| 1.            | Dresdner SC |
| Schachfiguren | Elisabeth Pähtz, Jolanta Zawadzka, Szidónia Vajda, Jana Jacková, Zuzana Hagarová, Anna Musytschuk, Elena Winkelmann, Ulrike Rößler, Evgenija Shmirina, Claudia Meißner, Maria Schöne. |

## 2. Bundesliga
| Platz | Verein                       | M-Punkte | B-Punkte |
| ----- | ---------------------------- | -------- | -------- |
| 1     | SV Stuttgart-Wolfbusch       | 14       | 31,0     |
| 2     | Krefelder SK Turm 1851       | 10       | 23,5     |
| 3     | SK Chaos Mannheim (A)        | 08       | 23,0     |
| 4     | SV Wattenscheid              | 08       | 21,0     |
| 5     | SF Wadgassen / Differten (N) | 08       | 20,5     |
| 6     | TSV Schott Mainz             | 05       | 18,5     |
| 7     | SV 1920 Hofheim              | 03       | 15,0     |
| 8     | Düsseldorfer SV 1854 (N)     | 02       | 15,5     |

| Platz | Verein                          | M-Punkte | B-Punkte |
| ----- | ------------------------------- | -------- | -------- |
| 1     | SC Leipzig-Gohlis (A)           | 12       | 29,0     |
| 2     | FC Bayern München               | 12       | 26,0     |
| 3     | SC Bad Königshofen              | 11       | 28,0     |
| 4     | SV Medizin Erfurt (N)           | 08       | 23,0     |
| 5     | Lok Leipzig Mitte               | 04       | 16,0     |
| 6     | Karlsruher Schachfreunde II (N) | 04       | 14,0     |
| 7     | SG Augsburg 1873                | 03       | 17,0     |
| 8     | SC Leipzig Lindenau             | 02       | 15,0     |

| Platz | Verein                       | M-Punkte | B-Punkte |
| ----- | ---------------------------- | -------- | -------- |
| 1     | SK Doppelbauer Kiel (N)      | 13       | 31,5     |
| 2     | SK Lehrte 1919               | 10       | 23,5     |
| 3     | SV Görlitz 1990              | 10       | 22,5     |
| 4     | SV Chemie Guben              | 08       | 21,5     |
| 5     | Hamburger SK II              | 07       | 22,5     |
| 6     | USV Potsdam                  | 05       | 20,5     |
| 7     | Glückauf Rüdersdorf          | 03       | 16,5     |
| 8     | Delmenhorster Schachklub (N) | 0        | 09,5     |